# The Blue Mask
The Blue Mask ist das elfte Solo-Studioalbum des amerikanischen Rockmusikers Lou Reed, das am 23. Februar 1982 von RCA Records veröffentlicht wurde. Produzenten waren Reed und Sean Fullan.

## Produktion
Reeds Ehe und das neue Leben, das sie ihm beschert hat, sind absolut zentral für The Blue Mask; hier verwandelt sich sein Lebensglück in neue künstlerische Impulse. Reed hatte seiner Frau Sylvia versprochen, sein Leben umzukrempeln. Er fing an, Tai Chi zu praktizieren und sagte dazu: „Nun, jeder macht irgendetwas, manche Leute fahren Autorennen, andere sammeln Briefmarken, ich finde Tai Chi philosophisch, ästhetisch, körperlich und spirituell faszinierend“.
Es gab keine Proben, bevor die Band im Herbst 1981 ins Studio ging. Reed hatte zuvor jedem Bandmitglied ein grundlegendes Demo der Songs gegeben. Die Arrangements wurden erst im Studio entwickelt; jeden Tag wurden ein bis zwei Songs aufgenommen. Reed wollte möglichst kein Overdubbing verwenden, um einen echten Sound zu bekommen, was den spontanen Charakter von The Blue Mask ausmacht.
Die Band bestand neben Reed an der Gitarre und als Sänger aus Robert Quine (Voidoids) an der Gitarre, Fernando Saunders am Bass und Doane Perry (später bei Jethro Tull) am Schlagzeug.
Die Gitarren von Quine und Reed sind auf dem Album stark nach links und rechts versetzt und verflechten sich untereinander und mit der Band. Wer die Aufnahme über Kopfhörer hört, wähnt sich mitten im Geschehen.
Insbesondere in Quine fand Reed einen perfekten Gegenpart und Gegenspieler. In einem Interview sagte Quine später, er habe Reed zum Gitarrenspiel zwingen müssen, weil er sonst nicht mit ihm hätte arbeiten wollen. Als großer Fan von Velvet Underground machte er Kassettenaufnahmen von deren Auftritten, die Jahrzehnte später als Album Bootleg Series Volume 1: The Quine Tapes bei Polydor veröffentlicht wurden.
Sowohl das Single- als auch das Albumcover zeigen eine abgeschnittene und blau gemalte Version des Bildes, das ursprünglich auf dem Cover von Transformer verwendet wurde. Es wurde von Mick Rock gestaltet.

## Songs
Die Gliederung von The Blue Mask ist strukturell brillant: Die beiden Seiten imitieren und spiegeln sich gegenseitig, und die Kompositionen spiegeln sich untereinander.
Reed war ein Student von Delmore Schwartz an der Syracuse University und gedenkt diesem in My House: „Er war der erste bedeutende Mann, den ich je getroffen habe“. Im Text wird beschrieben, wie Schwartz das Gästezimmer in Reeds Haus bewohnte, und wie er und Sylvia Reed mit einem Ouija-Brett spielten und ein Geist erschien. Velvet Underground widmete Schwartz den Song European Son.
Underneath the Bottle ist ein Song über die Höhen und Tiefen des alkoholisierten Lebens und ebenfalls autobiografisch. In The Heroine (deutsch: Die Heldin) sang Reed über ein außer Kontrolle geratenes Schiff, ein Baby in einer Kiste und eine Heldin, dabei nur von seiner E-Gitarre begleitet. Heavenly Arms ist ein Liebeslied für Reeds Frau Sylvia.

## Rezeptionen
Das Album erhielt mehrheitlich gute Bewertungen von Musikkritikern.
Tom Carson meinte in seiner Rezension für den Rolling Stone, dass es Reed mit The Blue Mask geschafft habe, was selbst John Lennon nicht geschafft habe: Er habe seine Plastic Ono Band und seine Double Fantasy auf ein und dieselbe Platte gepackt und uns das Gefühl gegeben, dass diese beiden Wege in ihm zusammengehören.
Michael Gallucci meinte in Ultimate Classic Rock, es sei ein Album mit Liebesliedern für Leute, die Liebeslieder nicht besonders mögen würden.
Mark Deming von AllMusic sah das Album als den lebhaften Beweis dafür, dass für einige Rocker das Leben jenseits der 35 beginnen könne; zum ersten Mal seit Jahren habe Reed ein ganzes Album voller bewegender, fesselnder Songs geschrieben und sie mit großem Können und echter emotionaler Hingabe gespielt.
Robert Christgau schrieb, dass Reed nie mehr nach Ginsberg geklungen habe und sich nie mehr gehen ließ als auf diesem, seinem kontrolliertesten, klarsten, tief empfundenen und ungehemmtesten Album.
Rober Palmer bewertete das Album in der New York Times als das herausragendste Rockalbum des Jahres 1982.
Der Künstler Luke DeLalio meinte, dass die Band von The Blue Mask so etwas wie ein Punkrock-Crazy-Horse sei.

## Titelliste
Alle Titel wurden von Lou Reed geschrieben.
Erste Seite
1. My House – 5:21
2. Women – 4:55
3. Underneath the Bottle – 2:27
4. The Gun – 3:37
5. The Blue Mask – 5:00

Zweite Seite
1. Average Guy – 3:10
2. The Heroine – 3:00
3. Waves of Fear – 4:10
4. The Day John Kennedy Died – 4:05
5. Heavenly Arms – 4:45